# Fosfaalkeny

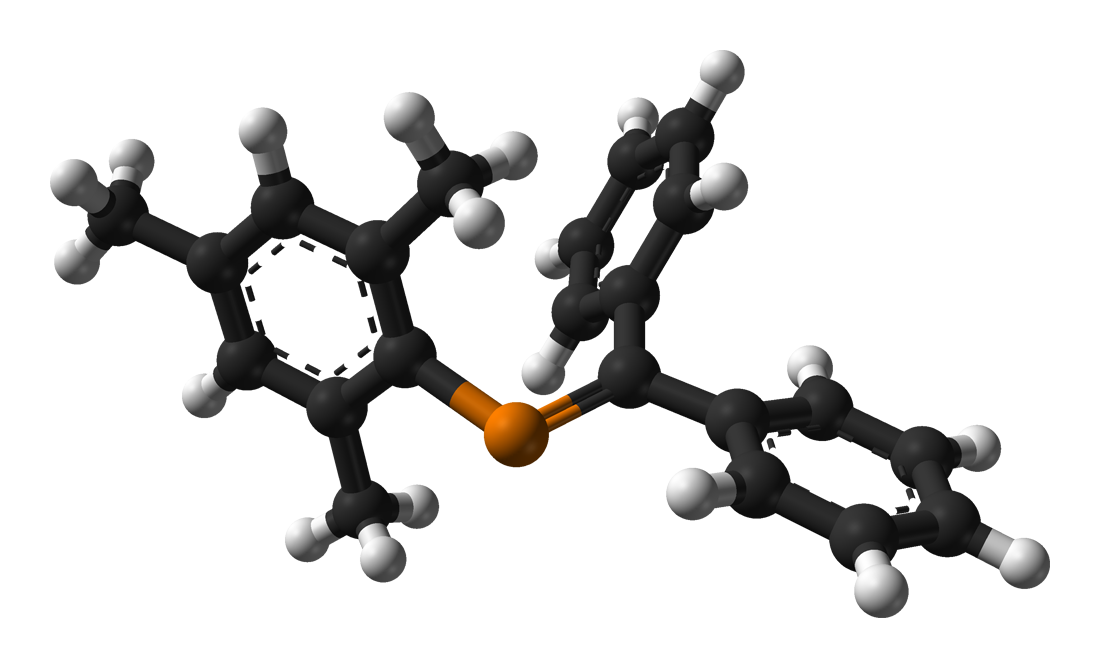
Model molekuly mesityldifenylmethylenfosfinu, sloučeniny patřící mezi fosfaalkeny

Fosfaalkeny, také alkylidenfosfany, jsou organické sloučeniny obsahující dvojné vazby mezi atomy uhlíku a fosforu; jejich obecný vzorec je R2C=PR, jako příklad může být uveden fosforin, odvozený od benzenu náhradou jednoho uhlíkového atomu fosforem. Reaktivita fosfaalkenů se často srovnává s alkeny namísto iminů, protože HOMO fosfaalkenů neobsahují volný elektronový pár, zatímco u iminů obsahují volný elektronový pár dusíku, ale dvojnou vazbu. Podobně jako alkeny tak mohou vstupovat do Wittigových, Petersonových a Dielsových–Alderových reakcí a Copeových přesmyků.
Prvním popsaným fosfaalkenem byl v roce 1969 fosforin. První lokalizovaný fosfaalkan připravil roku 1976 Gerd Becker jako tautomer Brookovým přesmykem:
Ve stejném roce Harold Kroto spektroskopicky zjistil, že termolýzou Me2PH vzniká CH2=PMe. Obecně se fosfaalkeny získávají 1,2-eliminacemi vhodných prekurzorů, iniciovanými teplem nebo zásadami, jako jsou 1,8-diazabicyklo[5.4.0]undec-7-en (DBU), 1,4-diazabicyklo[2.2.2]oktan (DABCO) nebo triethylamin:
Beckerův postup se používá při syntéze fosforové složky poly(p-fenylenvinylen)u: